# Stor hästspringråtta
Stor hästspringråtta (Allactaga major) är en däggdjursart som först beskrevs av Kerr 1792.  Stor hästspringråtta ingår i släktet hästspringråttor och familjen hoppmöss. Inga underarter finns listade.

## Utseende
Som namnet antyder är arten med en kroppslängd (huvud och bål) av 180 till 263 mm, en svanslängd av 230 till 308 mm och en vikt av 280 till 420 g den största hästspringråttan i sitt utbredningsområde. Den har 80 till 98 mm långa bakfötter och 50 till 64 mm stora öronen som är större än skallen. Ovansidan är täckt av mjuk gråbrun päls med kanelbrun till sandfärgad skugga. Pälsen blir på bålens sidor lite ljusare och på hela undersidan (inklusive främre halsen) finns vit päls. Påfallande är en vit strimma på lårens utsida. Liksom andra släktmedlemmar har stor hästspringråtta en tofs vid svansens slut som har en vit färg. De övre framtänderna är lite framåtriktade.

## Utbredning
Denna gnagare förekommer i östra Europa och centrala Asien från centrala Ukraina över södra Ryssland och Kazakstan till nordvästra Kina. Habitatet utgörs främst av stäpper och andra (mera fuktiga) gräsmarker, ibland uppsöks angränsande öknar.

## Ekologi
Födan utgörs främst av gröna växtdelar samt av frön, insekter och andra ryggradslösa djur.
Individerna gräver enkla bon som bara används korta tider och komplexare bon som används flera månader. De håller vinterdvala från senhösten till mars/april. Honor kan para sig två gånger per år och per kull föds upp till 8 ungar, oftast 3 till 6. Enligt en annan källa har några honor tre kullar under en fortplantningstid. Arten är främst nattaktiv men den söker ibland på dagen efter föda. Sommarboet kan vara upp till 2 meter djupt och vinterboet upp till 2,5 meter djupt. Honornas sommarnäste har dessutom en kammare för ungarnas uppfostring. Stor hästspringrätta når ibland hastigheter upp till 40 eller 50 km/h.

## Status
Arten hotas i nordvästra delen av utbredningsområdet av landskapsförändringar. Till exempel byggs i regionen kring Moskva många datjor. Beståndet där samt i vissa delar av Ukraina minskade dramatiskt. Stor hästspringråtta listas i Moskva oblast som regional utdöd i naturen. I andra delar av utbredningsområdet är populationens minskning inte lika påfallande. IUCN kategoriserar arten globalt som livskraftig.